# Бондалетов, Иван Васильевич
Иван Васильевич Бондалетов (1919—1983) — советский хозяйственный, государственный и политический деятель.

## Биография
Родился в 1919 году. Участник Великой Отечественной войны. Окончил Донецкий индустриальный институт. Член КПСС с 1952 года.
В 1947—1956 годах — заведующий участком ОТК, заместитель начальника цеха завода «Запорожсталь»; в 1956—1959 секретарь парткома этого завода, в 1959—1962 первый секретарь Запорожского горкома Компартии Украины.
В 1962—1964 годах заместитель председателя бюро ЦК Компартии Латвии по руководству промышленностью и строительством, с 1964 года заместитель Председателя Совета Министров Латвийской ССР. Член ЦК Компартии Латвии.
Избирался депутатом Верховного Совета Латвийской ССР 6-го, 7-го, 8-го, 9-го и 10-го созывов. Делегат XXII съезда КПСС.
Умер в 1983 году.